# Expertos en pinchazos
Expertos en pinchazos es una película cómica argentina, cuyos protagonistas principales son el dúo cómico de Alberto Olmedo y Jorge Porcel junto a Moria Casán, estrenada el 14 de junio de 1979.

## Argumento
Alberto y Jorge son empleados de una farmacia. Un día, por error, entregan a una clienta un frasco de veneno a cambio de una medicación que la misma debía comenzar a ingerir 48 horas después. Al darse cuenta de esto, deciden salir a buscarla con los únicos datos de los que disponen: su nombre de pila, su llamativa vestimenta, y que manejaba una moto importada. De modo que se lanzan en una alocada carrera contra el tiempo recorriendo los lugares de moda de la noche porteña, ayudados por una mujer que dice conocer a la misteriosa chica de la moto.

## Reparto
- Alberto Olmedo............Alberto
- Jorge Porcel..................Jorge
- Moria Casán..................Fabiana
- Tincho Zabala................Don Antonio
- Jorge Horacio Martínez... Policía
- Patricia Dal...................Sra. de Aguirre
- Reina Reech.................. Chica en hotel con sr. mayor
- César Bertrand.............. Policía en comisaría
- Alberto Irízar.................. Conserje hotel alojamiento
- Juan Díaz...................... Cheto en bar
- Oscar Carmelo Milazzo (Polvorita)... Cadete farmacia
- Juan Alberto Mateyko..... como el mismo
- Jorgelina Aranda............ Cliente en lencería
- Ricardo Morán.............. Gustavo
- Mónica Lander
- Monica Land
- Giselle Durcal
- Mónica Gonzaga (Monica González)........... Cheta
- Tina Francis
- Pete Martin ............ Presentador árabe
- Cacho Bustamante........ Encargado casa baños sauna
- Raúl Ricutti................... Actor ensayando
- Cacho Fontana..............el mismo
- Mónica Cahen D'Anvers......ella misma
- Pepe Parada................el mismo
- Lucía Miranda .............Patricia / Claudia
- Juan Buryua Rey
- Oscar Costa
- Osvaldo del Castro
- Diana Lupe
- Loana Muller
- Juan Rivera Lacey
- Marta Roldán
- Silvia Rullán
- Cristina Arizaga
- Eduardo Alí Bargach........Señor Aguirre
- Olga Bruno
- Pablo de Tejada
- Daniel Di Nápoli
- Daniel Elizalde
- Leonor Evelson
- Tina Francis
- Claudio Gallardou ........ Cheto
- Lia Gili
- Juan Carlos Gioria
- Sara Ilse
- Ricardo Jordan
- Monica Leiva
- Ricardo Marín
- Tony Middleton
- Luis María Rusconi
- Pablo Nápoli
- Norma Paiva
- Juan Pelleri
- Blanca Simao
- Isabel Sprenger
- Oscar Tubio
- Rubén Villar
- Adrián Zambelli ......Hombre gay en fiesta de disfraces